# Returning to Gehenna
Returning to Gehenna è il secondo EP dei Fields of the Nephilim, pubblicato nel 1986 dall'etichetta discografica italiana Supporti Fonografici.
Sul retro-copertina si trova un'immagine risalente al film C'era una volta il West, a cui la band si rifarà iconograficamente per tutta la propria carriera.
È stato, poi, ristampato nel 1990 in Italia dalla Contempo Records su licenza Jungle Records/Beggars Banquet.
Lo troviamo poi in apertura della compilation intitolata Laura del 1991. E, successivamente, in From Gehenna to Here del 2001. In entrambe, insieme al precedente EP Burning the Fields.
Non si capisce a cosa si riferisca la dicitura "New Version" in alcune tracce, non essendo mai state pubblicate prima: l'unica è Laura che, in futuro, verrà conosciuta come Laura II.

## Tracce
1. Power (New Version) – 4:10
2. Laura (New Version) – 5:03
3. Secrets – 3:35
4. The Tower – 4:35
5. Returning To Gehenna (New Version) – 4:25

## Formazione
- Carl McCoy – voce
- Peter Yates – chitarra
- Paul Wright – chitarra
- Tony Pettitt – basso
- Alexander "Nod" Wright – batteria